# Xysticus boesenbergi
Xysticus boesenbergi är en spindelart som beskrevs av Dmitry Evstratievich Kharitonov 1928. Xysticus boesenbergi ingår i släktet Xysticus och familjen krabbspindlar.
Artens utbredningsområde är Tyskland. Inga underarter finns listade i Catalogue of Life.